# 火口魚
火口魚，為輻鰭魚綱鱸形目隆頭魚亞目慈鯛科的其中一種，分布於中美洲墨西哥、瓜地馬拉及貝里斯的Usumacinta及Belize河流域，體長可達17公分，棲息在植被生長、沙石底質的溪流，屬雜食性，生活習性不明，為高經濟價值的觀賞魚。

## 擴展閱讀
維基物種上的相關：火口魚